# Mehmet Âkif Alakurt
 (juillet 2010).
Si vous disposez d'ouvrages ou d'articles de référence ou si vous connaissez des sites web de qualité traitant du thème abordé ici, merci de compléter l'article en donnant les références utiles à sa vérifiabilité et en les liant à la section « Notes et références ».
Mehmet Âkif Alakurt, né le 23 juillet 1979 à Fatsa (Turquie), est un acteur et un modèle turc.

## Biographie
Il est originaire de la ville et district de Fatsa, de la province d'Ordu dans la région de la mer Noire.
Après l'enseignement primaire et secondaire à Istanbul, il a décidé de devenir un modèle. 
Avec l'aide de sa mère il entre dans une agence de mannequins. Il a ensuite joué dans plusieurs séries télévisées, dont les séries Reis en 2011, Adanalı de 2008 à 2010, Sıla en 2005 et la série Hacı de 2004 à 2005.

## Carrière
En 2005, Mehmet Âkif Alakurt est engagé dans la série télévisée Sıla, où il incarne le rôle de Boran ağa (Jawdat agha en arabe). Il donne la réplique à Cansu Dere, actrice, mannequin et animatrice turque. 
Mehmet Âkif Alakurt joue en 2008 dans la série télévisée Adanalı, en compagnie d'autres acteurs turcs notoires dont Serenay Sarıkaya, et le mannequin Eda Özerkan.
Il a reçu les titres de concours de beauté masculin Prince de Turquie et modèle le plus prometteur en 1998. En 2001, il est élu d'abord Meilleur modèle de Turquie, puis la même année Meilleur modèle du monde.
Mehmet Âkif Alakurt a défilé pour de nombreuses marques, notamment : Lacoste, Marks & Spencer, Collezione, Tween, Sarar, Cons, Faruk CCEP, Vakko ou Tommy Hilfiger.
Il a aussi participé à de nombreuses publicités télévisées pour des produits tels que : Pepsi-cola, O.K. , Condom, Egos, Dogadan Cay, Ipana.
Mehmet Âkif Alakurt est le premier mannequin turc à obtenir un contrat d'égérie de la marque Lacoste.

## Filmographie

### Télévision
| Année | Films - séries | Rôle                    | Saison |
| ----- | -------------- | ----------------------- | ------ |
| 2003  | Kırık Ayna     | Ali Kirman Koçoğlu      |        |
| 2004  | Metro Palas    | Ural                    |        |
| 2005  | Zeytin Dalı    | Kenan                   |        |
| 2006  | Hacı           | Ahmet Gesili            |        |
| 2006  | Sıla           | Boran Ağa (jawdat agha) | 2      |
| 2008  | Arka Sokaklar  | Hakkı                   |        |
| 2010  | Adanalı        | Maraz Ali               | 3      |
| 2011  | Reis           | Murat                   | 1      |
| 2013  | Fatih          | Fatih Sultan Mehmed     | 1      |
| 2014  | Emanet         | Firat Ozder             | 1      |